# 1. FC Bad Kötzting
Der 1. FC Bad Kötzting (offiziell: 1. Fußball-Club Bad Kötzting 1921 e. V.) ist ein Fußballverein aus der bayerischen Stadt Bad Kötzting in der Oberpfalz. Die erste Mannschaft ist 2015 von der Bayernliga Süd in die Landesliga Mitte abgestiegen. Der Verein hat momentan 560 Mitglieder.

## Geschichte

### 1921 bis 1989
Der Verein wurde am 5. Mai 1921 als 1. FC Kötzting e. V. gegründet. Gleichzeitig wurde der Verein in das Vereinsregister AG Kötzting Nr. 2. eingetragen.
In der Saison 1930/31 stieg der 1. FC Kötzting in die A-Klasse auf. 1951 stieg man in die Bezirksliga auf. Es folgten mehrere Ab- und Wiederaufstiege. Jedoch spielte der 1. FC Kötzting bis 1990 nie höher als Bezirksoberliga.

### 1990 bis heute
Am 26. Mai schaffte der 1. FC Kötzting am letzten Spieltag dem Aufstieg in die Landesliga Mitte mit einem 4:1-Heimsieg gegen den SV Winzer vor 1200 Zuschauern. Das erste Lokalderby in der Landesliga gegen den Lokalrivalen 1. FC Miltach verlor man zuhause mit 1:2 vor 3700 Zuschauern. Im Dezember kontaktierte man erstmals den SKP Okula Nyrsko, einen Fußballklub aus Tschechien, mit dem man noch heute eine gute Freundschaft pflegt. Am 3. Februar 1991 absolvierte der Fußballclub ein Freundschaftsspiel gegen den TSV 1860 München, das man am Roten Steg mit 1:3 verlor. Am 13. Juli absolvierte man ebenfalls ein Freundschaftsspiel gegen den Deutschen Rekordmeister FC Bayern München, das man vor 6000 Zuschauern mit 1:11 verlor. Ein weiteres Freundschaftsspiel gegen einen Profiverein absolvierten die Kötztinger am 18. Juni 1996 gegen die Wolverhampton Wanderers, der zurzeit in der Premier League spielt. Am 11. November 1998 wurde der BFV-Ehrenpreis an Heinrich Kuchler durch den BFV-Präsidenten Heinrich Schmidhuber überreicht. Im Mai 2000 wurde der 1. FC Kötzting in der Landesliga-Mitte Vize-Meister und scheiterte erst im Qualifikationsspiel gegen die SpVgg Landshut am Aufstieg in die Bayernliga. Im Mai 2004 schaffte der 1. FC Kötzting den Aufstieg in die Bayernliga. Der 1. FC Kötzting sicherte sich durch ein Herzschlagfinale am letzten Spieltag im Fernduell mit Quelle Fürth beim SC Eltersdorf die Meisterschaft. Petr Stoilov machte mit seinem 2:2-Ausgleichstreffer in der 88. Minute den größten Erfolg in der Vereinsgeschichte perfekt. In den ersten beiden Jahren in der höchsten Spielklasse Bayerns spielte der FCK vorne mit und wurde in der Saison 2005/06 sogar 5. der Bayernliga. Am 12. Mai 2006 erfolgte die Umbenennung in 1. FC Bad Kötzting 1921 e. V. Nach einer katastrophalen Saison 2009/10 konnte der Abstieg trotz Trainerwechsel nicht verhindert werden. Seit der Saison 2010/11 spielt der FCK wieder in der Landesliga Mitte. In der Saison 2011/12 scheiterte man nur knapp am Aufstieg in die zweigleisige Bayernliga. Dies gelang jedoch am letzten Spieltag der Saison 2013/14 nach einem 5:1 gegen den SC Ettmannsdorf. Nach einer eher schwierigen Saison in der Bayernliga Süd stieg der 1. FC Bad Kötzting schließlich wieder in die Landesliga Mitte ab. Dies geschah äußerst unglücklich: Nach vier Siegen in Folge zum Saisonende hatte der FCK ordentliche 43 Punkte gesammelt, das letzte Saisonheimspiel gewann man mit 3:1 gegen Pullach. Doch durch einen Treffer des TSV Schwabmünchen in der 92. Minute rutschte der 1. FC Bad Kötzting in letzter Sekunde noch auf den 15. Platz ab, der Bayerwaldclub musste folglich in die Relegation: Die erste von insgesamt zwei Runden bestand Bad Kötzting noch, gegen die SpVgg Ansbach 09 gab es einen 2:1-Heim- und einen 1:0-Auswärtssieg. Dennoch musste die von Trainer Peter Gallmeier trainierte Elf dennoch absteigen, nachdem man in Runde zwei zweimal gegen den ASV Burglengenfeld mit 1:2 verlor. Nach dem Abstieg spielt der Verein seit 2015 in der Landesliga Mitte.

## Namen und Zahlen

### Erfolge

#### Herren
- Aufstieg in die Landesliga Mitte im Jahr 1990
- Vize-Meisterschaft in der Landesliga Mitte 2000
- größte Erfolge des 1. FC Bad Kötzting sind die Meisterschaften in der Landesliga Mitte im Mai 2004 und 2014, die zum Aufstieg in die Bayernliga berechtigen

#### Jugend
- größter Erfolg einer Bad Kötztinger Jugendmannschaft war der Aufstieg der A-Junioren in die Bayernliga im Jahr 1993

### Bilanz der 1. Mannschaft
| Saison  |                  | Pos. | Liga             |
| ------- | ---------------- | ---- | ---------------- |
| 1999/00 | Klassenerhalt    | 2    | Landesliga Mitte |
| 2000/01 | Klassenerhalt    | 9    | Landesliga Mitte |
| 2001/02 | Klassenerhalt    | 8    | Landesliga Mitte |
| 2002/03 | Klassenerhalt    | 5    | Landesliga Mitte |
| 2003/04 | Aufstieg         | 1    | Landesliga Mitte |
| 2004/05 | Klassenerhalt    | 6    | Bayernliga       |
| 2005/06 | Klassenerhalt    | 5    | Bayernliga       |
| 2006/07 | Klassenerhalt    | 11   | Bayernliga       |
| 2007/08 | de facto-Abstieg | 11   | Bayernliga       |
| 2008/09 | Klassenerhalt    | 13   | Bayernliga       |
| 2009/10 | Abstieg          | 19   | Bayernliga       |
| 2010/11 | Klassenerhalt    | 11   | Landesliga Mitte |
| 2011/12 | Klassenerhalt    | 9    | Landesliga Mitte |
| 2012/13 | Klassenerhalt    | 8    | Landesliga Mitte |
| 2013/14 | Aufstieg         | 1    | Landesliga Mitte |
| 2014/15 | Abstieg          | 15   | Bayernliga       |
| 2015/16 | Klassenerhalt    | 3    | Landesliga Mitte |
| 2016/17 | Klassenerhalt    | 5    | Landesliga Mitte |
| 2017/18 | Klassenerhalt    | 10   | Landesliga Mitte |
| 2018/19 | Klassenerhalt    | 4    | Landesliga Mitte |
| 2019/21 | Klassenerhalt    | 8    | Landesliga Mitte |
| 2021/22 | Klassenerhalt    | 10   | Landesliga Mitte |
| 2022/23 | Klassenerhalt    | 3    | Landesliga Mitte |
| 2023/24 | Klassenerhalt    | 12   | Landesliga Mitte |

| Klasse |
| ------ |
| 4      |
| 5      |
| 6      |

### Ewige Tabellen
| Pl. | Verein             | Jahre | Sp. | S  | U  | N   | T.      | T+/T- | Pkt. |
| --- | ------------------ | ----- | --- | -- | -- | --- | ------- | ----- | ---- |
| ?   | 1. FC Bad Kötzting | 7     | 244 | 76 | 67 | 101 | 346:411 | −65   | 295  |

| Pl. | Verein             | Jahre | Sp. | S   | U   | N   | T.       | T+/T- | Pkt. |
| --- | ------------------ | ----- | --- | --- | --- | --- | -------- | ----- | ---- |
| ?   | 1. FC Bad Kötzting | 20    | 666 | 285 | 158 | 223 | 1188:971 | 217   | 1013 |

| Pl. | Verein             | Jahre | Sp. | S  | U  | N  | T.     | T+/T- | Pkt. |
| --- | ------------------ | ----- | --- | -- | -- | -- | ------ | ----- | ---- |
| 43. | 1. FC Bad Kötzting | 2     | 60  | 29 | 15 | 16 | 107:85 | 22    | 102  |

### Trainer
- Jan Velkoborský (2012–2013)

### Spieler
Dies ist eine Liste von bekannten Spielern, die beim FCK spielen, gespielt haben und mittlerweile bei anderen Vereinen spielen oder ihre Karriere beendet haben:
| Name              | von       | bis       | Nationalität | Beschreibung                                                   |
| ----------------- | --------- | --------- | ------------ | -------------------------------------------------------------- |
| Moise Bambara     | 2004      | 2006      | Deutscher    | Spieler in der 2. Bundesliga (FC Ingolstadt 04, FSV Frankfurt) |
| Michael Faber     | 2013      | 2015      | Deutscher    | Spieler in der 3. Liga (SSV Jahn Regensburg)                   |
| Ismail Morina     | 2009 2015 | 2010 2016 | Kosovare     | Spieler in der 3. Liga (SSV Jahn Regensburg)                   |
| Martin Oslislo    | 2009      | 2010      | Deutscher    | Spieler in der 2. Bundesliga (Wacker Burghausen)               |
| Lutz Pfannenstiel | 1991      | 1993      | Deutscher    | Profispieler in jedem Kontinentalverband, Fußballexperte       |
| Stefan Riederer   | 2004 2014 | 2006 2017 | Deutscher    | Spieler in der 3. Liga (SpVgg Unterhaching, Chemnitzer FC)     |
| Benedikt Schmid   | 2009      | 2010      | Deutscher    | Spieler in der 3. Liga (SSV Jahn Regensburg)                   |
| Petr Stoilov      | 1999 2011 | 2006 2012 | Tscheche     | Spieler in der 3. Liga (SSV Jahn Regensburg)                   |
| Jan Velkoborský   | 2009      | 2013      | Tscheche     | Spieler in der 2. Bundesliga (LR Ahlen)                        |
| Petr Vlček        | 2007      | 2008      | Tscheche     | Tschechischer Nationalspieler                                  |

### Die zweite Mannschaft
Die zweite Mannschaft (1. FC Bad Kötzting II) stieg 2007 am letzten Spieltag in die Kreisliga Bayerwald auf. In der Saison 2009/10 wurden sie in dieser Liga Vize-Meister und qualifizierten sich damit für die Relegation. Das erste Spiel gegen den DJK-TSV Dietfurt wurde erst im Elfmeterschießen gewonnen. Das alles entscheidende, zweite Relegationsspiel gegen den SV Bad Füssing gewann man durch ein Tor von Kopp mit 1:0. Nach nur einem Jahr in der Bezirksliga Ost in der Saison 2010/11 stieg der FCK II zweimal in Folge ab. Ab der Saison 2012/13 spielte die zweite Mannschaft wieder in der Kreisklasse. Im Jahr 2021 gelang der Aufstieg in die Kreisliga.

### Spielklassen der Jugend
- A-Jugend: Bezirksoberliga
- B-Jugend: Bezirksoberliga
- C-Jugend: Bezirksoberliga
- D-Jugend: Bezirksoberliga

## Stadion
Der 1. FC Bad Kötzting trägt seine Heimspiele im 1980 erbauten und 1990 erweiterten Stadion am Roten Steg aus. Es ist am 12. Juli 1981, als der 1. FC Nürnberg zu Gast war, eingeweiht worden. Das Stadion verfügt über 6.000 Zuschauerplätze. Es ist eine Holztribüne mit 800 Sitzplätzen – sämtlich überdacht – vorhanden. Außerdem gibt es eine kleine Privatribüne mit 20 nicht-überdachten Sitzplätzen. Im Vereinsheim, das sich im Stadion befindet, und an drei Kiosken kann man Getränke und Essen bei Heimspielen des FCK erwerben. Des Weiteren sind zwei Umkleidekabinen, ein Büro und ein Besprechungsraum vorhanden.

## Sponsoren
Der aktuelle Trikot- und Hauptsponsor ist das Unternehmen Hausgeräte Bielmeier aus Prackenbach.